# Alexandre-François Desportes
Alexandre-François Desportes (Champigneulle, 1661 – Parigi, 1743) è stato un pittore francese, ritenuto il fondatore della pittura animalière ("con soggetti animali") in Francia.

## Biografia
Proveniente dalla Champagne, si trasferì a Parigi per completare la sua formazione artistica presso il pittore fiammingo Nicasius Bernaerts, che lo invitò a dedicarsi alla pittura di animali.
Entrato, dal 1699, alla Accademia reale di pittura e scultura, strinse amicizia e collaborazione con Claude Audran III e si specializzò in attività quali il decoratore e lo scenografo.
Dal 1695 soggiornò per un biennio in Polonia, dove assunse il ruolo di ritrattista.
Rientrato a Parigi, si dedicò ad un buon numero di nature morte ed al genere della pittura basata sul tema di caccia, grazie al quale ricevette l'incarico di "peintre de la vénerie" e quindi si specializzò nel raffigurare gli animali di corte e quelli delle riserve.
Pur saldando la tradizione rinascimentale fiamminga con il gusto Barocco, ebbe il merito di accostarsi alla natura con una aderenza al reale, da rivelarsi un precursore della scuola di Barbizon.
Si attivò con buon successo nel settore dell'arazzeria, nel quale fu un innovatore. Introdusse, infatti, temi nuovi ispirati all'ambiente esotico e a quello della natura, durante le sue lavorazioni per la manifattura dei Gobelins. Tra questi lavori si annoverarono le Anciennes Indes (1693) e le Nouvelles Indes (1741).
La fama di Desportes raggiunse un livello così alto, che alla sua morte, il suo atelier venne comprato per consentire l'apprendistato degli artisti della Manufacture nationale de Sèvres.
Una buona parte delle sue opere sono conservate presso il Musée de la chasse et de la nature ed il Louvre.